# Florence Fair
Florence Fair, pseudonimo di Flobelle Fairbanks (Salida, 14 dicembre 1907 – New York City, 5 gennaio 1969), è stata un'attrice statunitense.

## Biografia
Flobelle (Florence Belle o Florabelle) Fairbanks era figlia di Margaret McElvain e di John Fairbanks (1873-1926), fratello di Douglas Fairbanks. Dopo gli studi superiori, girò il suo primo film, Eyes Right! (1926). Fu notata da Gloria Swanson, che la volle ne Gli amori di Sonia (1927) nella parte della sorella della protagonista.
L'avvento del cinema sonoro la vide impegnata solo in piccoli ruoli con il nome di Florence Fair, coincidente con quello di un'attrice di teatro che girò anche alcuni film muti e con la quale viene spesso confusa. Nel 1934 sposò un noto fotografo di Beverly Hills, Shirley C. Burden, col quale visse fino alla morte, avvenuta nel 1969.

## Filmografia parziale
- Eyes Right! (1926)
- Gli amori di Sonia (The Love of Sunya), regia di Albert Parker (1927)
- La duchessa d'Alba (1927)
- What Happened to Father? (1927)
- The Firebird (1934)
- I Am a Thief (1934)
- The Florentine Dagger (1935)
- Dinky (1935)
- Follia messicana (1935)
- La lampada cinese (1935)
- Man of Iron (1935)
- Freshman Love (1936)
- Murder by an Aristocrat (1936)
- Second Wife (1936)
- Tragico segreto (1946)